# Mouvement pour les droits des pères
Le Mouvement pour les droits des pères désigne un mouvement cherchant à améliorer les droits des pères de famille. Il est proche des mouvances masculinistes,,,,.

## Par pays
(décembre 2024).

### Japon
En 2018, Vincent Fichot médiatise ses démarches pour obtenir la garde de ses enfants, enlevés par son ex-femme. Pendant les Jeux olympiques de Tokyo, il engage par une grève de la faim,,,,,. Interviewée par Karyn Nishimura-Poupée au Club des correspondants étrangers du Japon, sa femme met en avant les violences domestiques qu'elle et ses enfants ont subies et les menaces de son ex-mari,.
En 2021, il est estimé à environ 150 000 le nombre d'enfants dans cette situation,. Au Japon, un seul parent, souvent la mère, obtient l’autorité parentale exclusive. Aux yeux de la justice japonaise, l’autre parent devient un simple tiers.